# 小田急1800形電車
小田急1800形電車（おだきゅう1800がたでんしゃ）は、小田急電鉄（小田急）が1946年から1981年まで運用を行なった通勤車両である。
第二次世界大戦後の東京急行電鉄（大東急）時代に運輸省鉄道軌道統制会から国鉄63系電車の製造割り当てを受けた車両で、その後相模鉄道に6両が譲渡されたが、同数の同型車両を名古屋鉄道から購入した。また、戦時中に焼失した旧国鉄制式電車の払い下げを受け、復旧した上で1820形として運用された車両もあったが、これらは後年の車体更新の際に仕様が統一され、1800形に編入された。小田急では初となる全長20m級の大形車両で、収容力を生かして朝の通勤ラッシュ時の輸送に重用されたが、加速性能が低いことから1981年までに全車が廃車となり、秩父鉄道に譲渡された。
本項では以上の経緯から、国鉄で焼失した車両を譲受し、復旧工事を施工した上で車籍編入した1820形についても、秩父鉄道800系電車として譲渡された後についても記述する。また、国鉄63系電車については「63形」と記述する。

## 登場の経緯
戦時中の空襲による各施設の焼失・破壊やそれを避けるための地方疎開、それに物資・人員の不足などが原因で第二次世界大戦直後の日本国内では、各種工場の生産能力は著しく低下していた。このような状況下で鉄道車両工場の生産能力もなかなか回復せず、その一方で、鉄道事業者も空襲の被害や戦時中の酷使による車両故障の頻発、それに物資不足に起因する補修用部品の確保困難などから稼動車両が少ない状態で、当時の東急も決して例外ではなかった。このため、電動車でありながら搭載すべき主電動機のない車両などが続出し、小田原線と江ノ島線で運用される90両ほどあった車両のうち、わずか28両しか使用できない状態になっていたこともあった。
しかも、戦時中からの燃料統制は継続していて自動車は使えず陸上公共交通機関は事実上鉄道に限られ、さらに都心部から周辺の農村地帯への食料買い出しなどの需要増大要因もあって、この時期、日本国内の鉄道各社では一様に乗客が急増した。
このような事情から、日本国内の工業生産能力が最悪の状況にあり、また旅客輸送需要がピークに達しつつあった1945年末から、運輸省傘下の鉄道軌道統制会（のちの鉄道車輌統制会）では工場生産設備の効率的な運用と部材調達の容易化を目的として、特に状況の悪い私鉄各社について各社で独自設計の車両を製造するのを認可する代わりに、国鉄向けに製造された63形を私鉄へ割り当て、その代わりに割当先各社が保有する小型車を地方中小私鉄に供出させる制度を設けた。この制度の下で、63形は同形式の受け入れ・運行が可能で、しかも在籍車両の状況が著しく悪く、また輸送需要の増大が特に深刻であった東京急行電鉄（大東急）・東武鉄道（東武）・名古屋鉄道（名鉄）・近畿日本鉄道（近鉄）・山陽電気鉄道（山陽）に割り当てられた。
このうち、東急では車両限界や架線電圧などから、この63形を小田原線・江ノ島線で運用することとなった。当初は1947年（昭和22年）度までに50両を投入し、既存の中形車1200形から1600形を東横線に、1150形を厚木線（現在の相鉄線）に転属させる予定だったが、現場での評判が悪く1946年（昭和21年）度割り当て分の20両に留まったほか、その一部は厚木線に投入された。
小田原線と江ノ島線だけで見れば1600形の次に導入された形式であるが、当時東急の一路線で、歴史的にも小田急の子会社にあたる帝都電鉄が建設した井の頭線に導入された新形式車両が1700形であったため、それに続く1800形と付番・導入されることになった。

## 車両概説
本節では、登場当時の車両仕様について記述する。デハ1821・クハ1871については沿革節で記述する。
形式は制御電動車がデハ1800形、制御車はクハ1850形である。新製車は2両を除いて国鉄の車両番号を有する。ただし、国鉄の車両番号を有する車両でも、いったん三鷹電車区や津田沼電車区に留置されてから入線した車両は存在するものの、それらの車両を含めて現実に国鉄で営業運行に使用された後に譲渡を受けたわけではない。ただし、入線時点では国鉄の車両番号が記されており、入線後に経堂工場で小田急番号に修正している。車両番号については後述の車両一覧を参照。

### 車体・内装
車体長19,500mm・全長20,000mmで、車体幅2,800mm・全幅は2,930mmとなっており、それまでの小田急の車両がいずれも全長16m級で、車体幅も地方鉄道建設規定の枠内に収まる2,740mmに抑えられていたことから見れば、一回りも二回りも大きい車両であった。車両正面は非貫通切妻3枚窓であった。
側面の客用扉は1,000mm幅の片開き扉が4箇所に配置される。扉の間には3段窓が4枚並び、このうち1箇所は戸袋窓である。いずれもドアエンジンを装備した自動扉である。
座席はすべてロングシートである。内装は戦時設計のままで、天井板はなく鉄骨がむき出しになっており、室内灯も裸電球がぶら下がっているという状態であった。

### 主要機器
主要な機器は国鉄の63形で使用されていたものと共通である。いずれの機器も、それまで小田急で使用していた機器とは異なるものであった。

#### 制御器
制御器は戦前形の電空カム軸式であるCS5を使用する。制御段数は直列5段、並列4段、弱界磁1段で、弱界磁は国鉄同様、後の復活（更新工事時）である。主電動機の定格出力が在来車と比較して格段に大きく、発車の際のショックが大きかったため、後に弱界磁起動に改造された。

#### 主電動機
主電動機も国鉄制式のMT30AまたはMT40を搭載し、電動発電機 (MG) と電動空気圧縮機 (CP) も国鉄の63形と同一である。1時間定格出力は142kW（端子電圧750V時、小田急での諸元上はMT30Aの端子電圧675V時128kWを公称）である。駆動装置は歯車比66:23=2.87の吊掛式で、これも国鉄仕様のままである。

#### 台車
台車は国鉄旅客車では当時標準であったペンシルバニア形軸ばね式台車TR25Aを、原則的に装着する。
このTR25A台車は国鉄部内において、SKF社製ローラーベアリング付でモハ52001 - モハ52006・モハ43038 - モハ43041の10両、つまり関西地区向け急行電車用車両に装着された台車に与えられた専用形式名と重複するためか、その後TR35と呼ばれるようになり、次いで1949年10月20日付けでDT13と改称された。しかし小田急社内では、特に変更の必要性を感じず、一貫してTR25Aと称した。
生方良雄によれば、5輌はTR25（平軸受け）を取り付けて落成して入線しており、1802と1807（本車はその後相模鉄道に移籍）については、新製のモハ63形と振り替えた記録があるが、残りはどうなったのかについては不明である。
なお、クハ1850形はもともとモハ代用であったこともあり、デハ（電動車）とクハ（制御車）の台車形式は基本的に最後まで共通であったが、一部の例外として平軸受のTR25（DT12）をコロ軸受け化したTR25C（小田急形式）が、クハ1851、1860、1861に装着されていた。なお、このTR25C台車はもとは省の戦災車から転用であるため、製作年度の違いから、軸箱守外側にクレーンフックがあるものと無いものが存在した。
もっとも、デハ1802は台車なしで払い下げを受けたデハ1821に台車を供出した関係で、クイル式駆動装置を備える日立製作所KH-1を試験的に装着した時期があった。また、戦災復旧車であるクハ1871については当初、種車が電動車時代から装着していた平軸受のTR25を引き続き装着した。

#### ブレーキ
制動装置（ブレーキ）は自動空気ブレーキで、いずれもブレーキ弁として国鉄標準のA動作弁を、運転台のブレーキ制御弁としてME23弁を、それぞれ搭載していた。後年ブレーキのHSC化に伴い、ME-62形に交換された。

#### 集電装置
パンタグラフは当初鋼管ラーメン構造の簡素なPS13を搭載したが、その後平衡装置部分を改造し、その部分だけ枠の幅が広げられ、さらに枠の上半分が正面から見て逆ハの字形になる変わった形態に改造された。最終的には東洋電機製造PT43に変更されている。

#### 連結器
連結器は国鉄制式の柴田式密着連結器を装備して入線した。

## 沿革

### 入線当初
1946年8月、クハ1851・1852が入線、その後に入線したデハ1801・1802と2両編成を組成し、同年10月から運用を開始した。同年12月にはさらに6編成が入線したが、これは当初は厚木線に配置された。1947年に入ってから2編成が入線し、小田原線に配置された。また、デハ1809と1810が逆向きに経堂に入ってしまい、再度国鉄へ戻り方向転換して戻されるということもあった。これらの車両は各線区にとっては初めての20m級車両であり、施設などは1800形の入線を機に改修された。とはいえ、戦時中に国鉄車両の入線実績があったので、あまり問題はなかったという。1947年11月に、相模鉄道の経営委託が解除されたのに伴い、デハ1806 - 1808とクハ1856 - 1858の6両は相模鉄道へ譲渡された。デハ1803 - 1805とクハ1853 - 1855の6両は小田原線で運用されるようになった。
一方で、63形を割り当てられた会社のうち、名鉄では3700系として運用されていたが、車両が大型過ぎるために運用範囲が限定されていたことから、十分に活用できていなかった。名鉄ではこれを東武と小田急に売却することになり、小田急には翌1948年12月に3編成が入線した。名鉄から譲受した車両はデハ1811 - 1813とクハ1861 - 1863と、それまでの車両の続き番号が配番された。当初より小田急に入線した車両では偶数番号の車両で制御電動車が小田原側に向いていたのに対して、名鉄からの車両は奇数番号の車両で制御電動車は新宿側に向いていた。また、回路や機器固定方式も、当初より小田急に入線した車両と名鉄からの車両では異なっていた。車両の向きについては方向転換の上、制御電動車が小田原側に向くように統一された。
なお、1600形とともに復興整備車として看板を掲げ使用されたこともある。1948年には1600形とともにノンストップ特急の車種の候補に挙がり、同年8月13日にデハ1805とクハ1853で新宿 - 小田原間100分での試運転を行い、車両性能的には問題なかったが、大柄でばね下重量も重い車両だったため、軌道の弱さに起因する動揺が大きく、実際に運行につくことはなかった。
桜木町事故発生後の1951年6月から、車体の強化とあわせて、2両の間の貫通路を拡幅の上で幌で連結する改修が行なわれた。これと同じ年に、欠番となっていた車両番号を埋めるように改番が行なわれ、デハ1809 - 1813・クハ1859 - 1863は元の車両番号から3を減じた番号に変更された。また、1953年には3段窓を2段窓に改造、その後も天井板設置や室内灯のグローブ新設など、戦時設計のままであった箇所の改修が行なわれた。ただし、国鉄の63形で早期に埋められた前面上部の通風器は、1800形ではそのまま存置された。
また、新製割り当てを受けた車両以外にも、20m車が2両入線した。まず、1949年1月に下十条で事故廃車となっていたモハ60050を原姿復旧した車両が1950年7月に入線し、1600形の制御車クハ1661として運用が開始された。クハ1661は当初は前面に貫通扉を残したままであったが、連結面側の貫通路は1,100mmの広幅貫通路となっていた。ただし、1600形との運用時には、広幅貫通路は締め切りとしていた。その後、事故廃車になったモハ42004を原姿復旧した車両がデハ1821として1952年12月に入線した。この車両は元来両運転台付きの2扉クロスシート車であったが、戦時中の1944年7月31日付で4扉ロングシート車に改造されており、小田急での復旧時に片運転台化、正面は非貫通3枚窓となり、連結面側の貫通路はクハ1661と同様に1,100mmの広幅貫通路となった。この時にクハ1661をクハ1871に改番した上で正面を非貫通3枚窓に改造、デハ1821と編成を組むようになった。
なお、デハ1821（国鉄モハ42004）は、国鉄42系電車のうち、唯一私鉄で運用された車両で、1945年6月8日に神崎駅付近で漏電事故を起こして全焼、車籍上は1947年10月22日付で廃車となり、公式には富士車輌で戦災復旧客車のオハ71 133として復旧したことになっている。だが、実際には書類上戦災廃車（1946年11月28日付）となったクハ85023（旧クハ58023の4扉化改造車）と振り替えて小田急に払い下げとなったものであった。
これらの車両は、戦後の混乱期の輸送力確保には大きく貢献し、「どんなにホームが混んでいても、1800形が来るとすっかりさらっていった」と評された。乗客からも、小型車の3両編成よりは1800形の2両編成の方が喜ばれたが、中には桜木町事故の記憶からか「63形」として敬遠する乗客もいたという。また、既述のとおり重くて強力モーターを備えた本形式は線路にかかる負担が大きく、保線部門からは「線路を壊す車両」として嫌われていた。

### 車体更新・体質改善

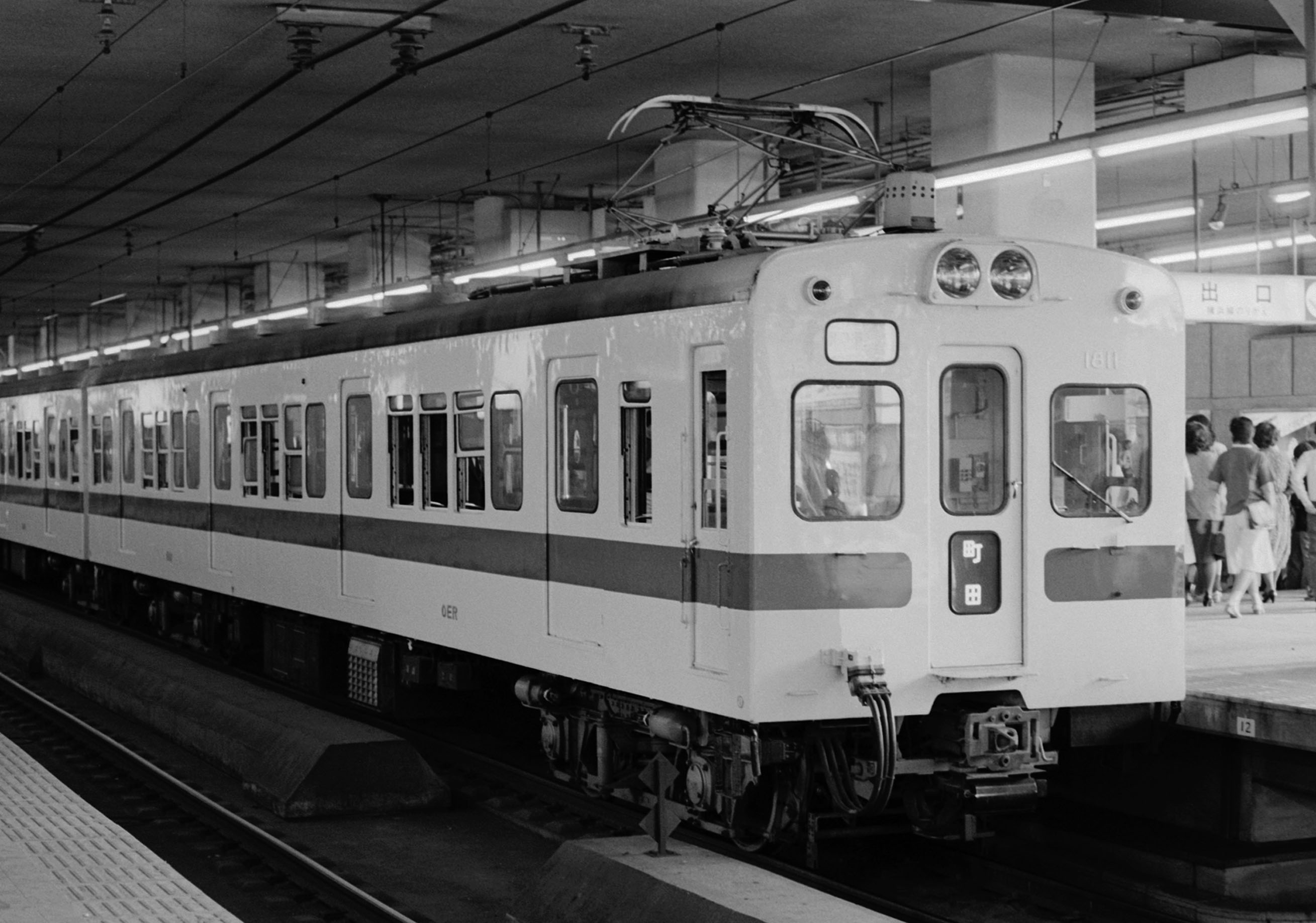
他車と同様の外観になった（元モハ42004→デハ1821→）デハ1811

1957年から1958年にかけて、東急車輛製造において更新修繕が行なわれた。車体は台枠を流用しているものの、ほぼ新造に近い全金属製のノーシル・ノーヘッダーとなり、切妻の前面に63形の面影を残すものの貫通型となり、前面灯火類は位置を変更した上で埋め込み式となるなど、印象は大きく変化した。内装についても、灯具は蛍光灯が採用され、内壁はデコラ張りとなった。なお、このときの更新で扇風機回路が設けられているが、扇風機自体は設置されていない。また、制御回路に弱め界磁が設けられたほか、電動発電機や電動空気圧縮機は制御車への搭載に変更された。デハ1821・クハ1871についても同様の更新が行なわれた上（使用台枠の寸法や形状が異なっていたため、更新に際しては新製台枠とされた）で1800形に編入され、車両番号もデハ1811・クハ1861に改番された。これらの更新と同時に、全ての編成が方向転換され、制御電動車は新宿側に向いた方向に変更された。制御車の連結面寄り車端部には両開きの仕切り扉が設置されたが、これは後年撤去されている。
1962年からは、1800形を2編成連結した4両編成での運用が開始された。
1967年からはさらに体質改善工事が施工された。この時には、台車の枕ばねをコイルばねに変更し、ブレーキシリンダを車体装架から台車装架に改造している。また、制動方式を電磁直通ブレーキ (HSC) に変更したほか、前照灯は2灯式に変更、列車種別表示器の設置が行なわれた。連結器についても密着連結器に交換され、保安装置についてもOM-ATSと信号炎管の追設が行なわれた。さらに、1969年以降には制御装置と抵抗器についても変更された。制御装置は日本では採用例の少ない油圧カム軸式の東洋電機製造APF-H4128-802(ES-802)に交換された。
これらの体質改善工事の後には、4000形との連結運転が検討された。これは、当時大型車のみで8両編成を組成できる形式が5000形と1800形しか存在しなかったため、4000形と連結することで大幅な輸送力増強を図ったものである。この時の検討では、理論的には問題ないという結論になり、1969年からは4000形の3両編成と連結した5両編成での運用が開始された。これに4000形の3両編成を連結し、朝ラッシュ時には大型8両編成での運行も行なわれるようになった。
ところが、1973年4月19日と同年5月2日に連続して脱線事故が発生したため、急遽4000形との連結は中止された。事故の後に社外の専門家を交えた事故調査委員会が設置され、5月28日深夜に実車を使用した測定試験が行なわれた結果、低速時の浮き上がり脱線であることが判明した。これについて、小田急電鉄OBの生方良雄は「4000形のパイオニアIII形台車と、ばねの固い1800形のDT13形台車の相性が悪かったことが真実だと思う」と述べている。小田急電鉄の本社の関係者は、「カーブにかかる遠心力、レールの高さなどさまざまな悪条件が重なった競合脱線が有力である」と話していた。その後は1800形だけで8両編成として運用されることになり、1977年6月まで朝ラッシュ時の急行運用が継続された。

### 小田急での淘汰・売却
| 江ノ島線の急行運用に就いた1800形 |  | 営業運行最終日は多摩線で運用された |
| 江ノ島線の急行運用に就いた1800形 |  | 営業運行最終日は多摩線で運用された |

この頃、小田急では分割併合の操作を運転台から行なえるように、1975年までに通勤車両の全編成に対して自動解結装置の設置を行なったが、最初に使用開始したのは1800形で、1974年3月から使用を開始した。これは1800形の前面がフラットで、解結作業がやりにくかったためである。
その後、1800形は4両編成が5編成に組成されて運用されていたが、低加速車両であることから5200形の増備が進むにつれ淘汰されることになり、廃車後は秩父鉄道に譲渡されることになった。1979年3月26日のダイヤ改正で1運用減少して4両が廃車となったのを皮切りに、同年7月16日のダイヤ改正ではさらに2運用が減少し8両が廃車となった。翌1980年7月14日のダイヤ改正ではさらに1運用減少して4両が廃車となり、1800形の運用は江ノ島線の1運用のみが残された。この時点での残留車輌は、デハ1809-クハ1859-デハ1806-クハ1856と、予備車のデハ1811-クハ1861のみとなった。その最後の1運用も1981年7月13日のダイヤ改正で消滅することとなり、ダイヤ改正前日の1981年7月12日に多摩線にて「さよなら運転」を実施。ヘッドマークを取り付け、半日ほど新百合ヶ丘－小田急多摩センター間を往復する運用に入ったのを最後に、1800形は全廃となった。

### 秩父鉄道へ売却後
| 800系電車 |  | 行田市の荒木児童公園に保存された800系クハ859（現在は撤去済） |
| 800系電車 |  | 行田市の荒木児童公園に保存された800系クハ859（現在は撤去済） |

秩父鉄道に譲渡された車両は同社熊谷工場で整備の上、800系として運用を開始した。秩父鉄道での使用に際しては、一部の駅で行われる2/4ドアカット機構の追加と制御車の連結面寄り車端部に両開きの仕切り扉が設置された程度で、特に大きな改造は行なわれておらず、車両番号も小田急時代の番号から1000を減じただけである。なお譲渡された22両のうち、当初デハ1811とクハ1861は部品取り車として譲渡されたが、実際にはデハ1806・クハ1856が部品取り車となり、デハ1811・クハ1861はそれぞれデハ806・クハ856として竣工した。デハ1806とクハ1856は1981年9月に熊谷工場で解体されている。
列車無線を付けたまま譲渡されたため、秩父鉄道では付いている無線装置を生かし、当時の小田急と同じ周波数で列車無線を使用開始した。そのため、小田急で中間に組み込まれていた車輌（806号以外の電動車の偶数番号車と、制御車の奇数番号車）は、引き続き先頭に出ることは無かったが、試運転や入換といった非営業運転では、先頭に出て運転されたこともある。
その後、1985年には車体カラーリング変更が行われたが、1986年から導入を開始した1000系（旧国鉄101系によって置き換えられることとなり、1989年3月から廃車が開始され、1年後の1990年3月には全廃となった。廃車時に発生したデッドマン機能付のマスコンと種別幕の一部は1000系に流用されている。
廃車後、デハ805が熊谷工場にて詰所として利用されたが、その後解体されている。クハ859は武州荒木駅近くの荒木児童公園に保存され、見沼代用水を渡る秩父線の電車からもその姿が確認できたが、公園の再整備時に解体撤去された。このほか、1999年時点ではデハ801・デハ802・クハ852が群馬県内で利用されていることが確認されている。
渋川市内の牧場で保存されているデハ801に関しては、2011年頃になって有志による車両保全が始まり、2012年には本格的な車体修復が開始された。有志団体「デハ1801保存会」によって、小田急時代の姿に復元しての継続的な保存に向けた具体的な活動が行われている。2023年5月には埼玉県内に保存されていたクハ851（車体前半部のみ）がクラウドファンディングの企画によって渋川市に移送され、デハ801号の横に並べて設置された。台車も付いた状態で設置されているが、この台車は形状から元西武鉄道で使われていたもので、本来の小田急TR25C台車ではない。
本形式の廃車体で現存が確認されているのはデハ801、クハ851の2両である。

## 車両一覧
国鉄車両番号は全て仮番号である。
- 国鉄モハ63050→東急デハ1801→小田急デハ1801→秩父デハ801
- 国鉄モハ63052→東急デハ1802→小田急デハ1802→秩父デハ802
- 国鉄モハ63064→東急デハ1803→小田急デハ1803→秩父デハ803
- 国鉄モハ63098→東急デハ1804→小田急デハ1804→秩父デハ804
- 国鉄モハ63088→東急デハ1805→小田急デハ1805→秩父デハ805
- 国鉄モハ63208→東急デハ1806（初代）→相鉄モハ3001
- 国鉄モハ63196→東急デハ1807（初代）→相鉄モハ3002
- 国鉄モハ63100→東急デハ1808（初代）→相鉄モハ3003
- 国鉄モハ63250→東急デハ1809→小田急デハ1809（初代）→小田急デハ1806（2代）→秩父（部品確保車）
- 国鉄モハ63252→東急デハ1810→小田急デハ1810（初代）→小田急デハ1807（2代）→秩父デハ807
- 国鉄モハ63129→名鉄モ3704（初代）→小田急デハ1811（初代）→小田急デハ1808（2代）→秩父デハ808
- 国鉄モハ63131→名鉄モ3705（初代）→小田急デハ1812→小田急デハ1809（2代）→秩父デハ809
- 国鉄モハ63123→名鉄モ3706（初代）→小田急デハ1813→小田急デハ1810（2代）→秩父デハ810
- 国鉄モハ42004→小田急デハ1821→小田急デハ1811（2代）→秩父デハ806
- 東急クハ1851→小田急クハ1851→秩父クハ851
- 東急クハ1852→小田急クハ1852→秩父クハ852
- 国鉄モハ63317→東急クハ1853→小田急クハ1853→秩父クハ853
- 国鉄モハ63319→東急クハ1854→小田急クハ1854→秩父クハ854
- 国鉄モハ63305→東急クハ1855→小田急クハ1855→秩父クハ855
- 国鉄モハ63311→東急クハ1856（初代）→相鉄クハ3501
- 国鉄モハ63321→東急クハ1857（初代）→相鉄クハ3502
- 国鉄モハ63323→東急クハ1858（初代）→相鉄クハ3503→相鉄モハ3006
- 国鉄モハ63191→東急クハ1859→小田急クハ1859（初代）→小田急クハ1856（2代）→秩父（部品確保車）
- 国鉄モハ63193→東急クハ1860→小田急クハ1860（初代）→小田急クハ1857（2代）→秩父クハ857
- 国鉄モハ63272→名鉄ク2704（初代）→小田急クハ1861（初代）→小田急クハ1858（2代）→秩父クハ858
- 国鉄モハ63274→名鉄ク2705（初代）→小田急クハ1862→小田急クハ1859（2代）→秩父クハ859
- 国鉄モハ63276→名鉄ク2706（初代）→小田急クハ1863→小田急クハ1860（2代）→秩父クハ860
- 国鉄モハ60050→小田急クハ1661→小田急クハ1871→小田急クハ1861（2代）→秩父クハ856